# Даниловский уезд
Даниловский уезд — административно-территориальная единица Ярославской губернии Российской империи и РСФСР, существовавшая с 1777 по 1929 годы. Административный центр — город Данилов.

## География
Уезд располагался на северо-востоке Ярославской губернии, граничил на северо-востоке с Любимским уездом, на северо-западе — с Пошехонским, с запада — с Романов-Борисоглебским, на юге — с Ярославским уездом. На юго-востоке — с Костромской губернией. Около 30 % пространства Даниловского уезда, на конец XIX века, было занято лесом. Площадь уезда составляла 1885,4 верст² (2145,3 км²).
В 1926 году Даниловский уезд Ярославской губернии (РСФСР) имел площадь 5533 км².

### Современное положение
В настоящее время территория Даниловского уезда (в границах на 1917 год) входит в состав 3 районов Ярославской области:
- Даниловского района
- Некрасовского района
- Ярославского района

## История
Даниловский уезд был образован в 1777 году в составе Ярославского наместничества; при этом, село Даниловское было преобразовано в уездный город Данилов; в 1778 году был утвержден герб города Данилова. Часть образованного уезда ранее относилась к Костромской провинции (как и Любимский уезд), но первый наместник А. П. Мельгунов предложил включить эти территории в состав Ярославского наместничества, поскольку, по его мнению, она исторически и экономически больше тяготела к Ярославлю. При учреждении уезда в него вошло 967 селений, а жителей насчитывалось 64 157 человек.
В 1872 году в Даниловском уезде появилась железная дорога.
Постановлением Президиума ВЦИК от 14 ноября 1923 года территория уезда расширилась за счет упразднённых Любимского уезда и части территории Тутаевского уезда, при этом часть территории Даниловского уезда отнесена к Ярославскому уезду.
В 1929 году Даниловский уезд был упразднён, территория вошла в состав Ярославского округа Ивановской Промышленной области.

## Население
По сведениям 1859 года население уезда составляло 70 928 жителей.
По переписи 1897 года население уезда составляло 70 740 человек, в том числе в Данилове — 4286 человек.
По данным переписи населения 1926 года уезд имел 2453 населённых пункта с населением 156 804 человек.

## Административное устройство
В 1890 году в состав уезда входило 14 волостей
| № п/п | Волость         | Волостное правление | Число селений | Население |
| ----- | --------------- | ------------------- | ------------- | --------- |
| 1     | Богородская     | с. Богородское      | 97            | 7597      |
| 2     | Боровская       | д. Бор              | 21            | 4789      |
| 3     | Бухаловская     | с. Бухалово         | 35            | 2528      |
| 4     | Вятская         | с. Вятское          | 73            | 5617      |
| 5     | Еляковская      | г. Данилов          | 114           | 5114      |
| 6     | Ермаковская     | д. Ермаково         | 81            | 4637      |
| 7     | Залужская       | д. Залужье          | 52            | 4993      |
| 8     | Карповская      | д. Грабежева        | 57            | 3005      |
| 9     | Петропавловская | д. Ученжа           | 31            | 5247      |
| 10    | Положиновская   | д. Положинова       | 74            | 2845      |
| 11    | Попковская      | д. Попково          | 77            | 3002      |
| 12    | Середская       | с. Середа           | 83            | 5313      |
| 13    | Федуринская     | д. Федурино         | 86            | 4305      |
| 14    | Халезевская     | с. Вахтино          | 48            | 3202      |

В 1913 году в состав уезда входило 13 волостей, упразднена Еляковская волость.
В апреле 1918 года Боровская волость перечислена в Ярославский уезд.
В 1923 году в уезде было 10 укрупнённых волостей:
- Даниловская — г. Данилов,
- Ермаковская — д. Ермаково,
- Закобякинская — с. Закобякино,
- Заобнорская — с. Зорино,
- Козская — с. Коза,
- Любимская — г. Любим,
- Никольско-Троицкая — с. Никольское,
- Пречистенская — с. Пречистое,
- Середская — с. Середа,
- Шаготская — с. Шаготь.

## Населённые пункты
Крупнейшие населённые пункты по переписи населения 1897 года, жит.:
- г. Данилов — 4286;
- с. Вятское — 814;
- с. Новоспасское (Рыбницы) — 543;
- д. Бор — 541;
- д. Суслово и Искробол — 499.

## Известные уроженцы и жители
- Белов, Александр Иванович — советский военачальник, генерал-майор.
- Груздев, Дмитрий Васильевич — советский военачальник, полковник.
- Доброхотов, Николай Фёдорович — советский государственный и политический деятель.
- Иванчин-Писарев, Александр Иванович — народник.
- Иоанникий (Горский) — архиепископ Херсонский и Одесский.
- Капустин, Владимир Дмитриевич — герой Советского Союза.
- Куварзин, Анатолий Иванович —  генерал-майор госбезопасности
- Опекушин, Александр Михайлович — скульптор.
- Орлов, Анатолий Петрович — церковный историк.
- Пальгунов, Николай Григорьевич — советский государственный деятель.
- Рогов, Александр Семёнович — советский военачальник, генерал-майор.
- Смирнов, Михаил Николаевич — советский военачальник, генерал-майор.
- Филофей (Успенский) — митрополит Киевский и Галицкий.
- Шилов, Фёдор Григорьевич — библиофил.

## Уездные предводители дворянства[9]
| Время службы | Фамилия, Имя, Отчество                 | Должность/Чин                                 |
| ------------ | -------------------------------------- | --------------------------------------------- |
| 1788-1782    | Философов Богдан Михайлович            | Майор                                         |
| 1782-1783    | Грабленов Иван Иванович                | Коллежский советник                           |
| 1784-1786    | Сурмин Виктор Павлович                 | Коллежский асессор                            |
| 1787-1789    | Ушаков Николай Фёдорович               | Гвардии поручик                               |
| 1790-1791    | Философов Григорий Михайлович          | Гвардии поручик                               |
| 1791-1792    | Ушаков Николай Фёдорович               | Гвардии поручик                               |
| 1793-1795    | Ашитков Иван Васильевич                | Коллежский асессор                            |
| 1796-1798    | Борщев Иван Семёнович                  | Секунд-майор                                  |
| 1799-1801    | Мусин-Пушкин Клавдий Семёнович         | Артиллерии подпоручик                         |
| 1802-1808    | Борщев Иван Семёнович                  | Секунд-майор, надворный советник (1804)       |
| 1809-1810    | Тихменев Михаил Артемонович            | Коллежский асессор                            |
| 1810-1814    | Кругликов Иван Венедиктович            | Подполковник                                  |
| 1815-1823    | Философов Дмитрий Богданович           | Штабс-капитан                                 |
| 1824-1826    | Тихменев Сергей Семёнович              | Гвардии поручик, титулярный советник (1826)   |
| 1826         | Серков Семён Иванович                  | Подполковник                                  |
| 1827-1841    | Философов Николай Богданович           | Артиллерии поручик                            |
| 1842         | Тихменев Василий Михайлович            | Капитан-лейтенант                             |
| 1842-1844    | Нальянов Дмитрий Павлович              | Гвардии штабс-капитан                         |
| 1845-1848    | Кругликов Сергей Иванович              | Поручик                                       |
| 1848-1871    | Кругликов Павел Иванович               | Поручик                                       |
| 1871-1880    | Шестаков Андрей Васильевич             | Титулярный советник, статский советник (1877) |
| 1881         | Князь Оболенский Владимир Владимирович | Отказался от вступления в должность           |
| 1881-1883    | Фогель Карл Карлович                   | Надворный советник                            |
| 1884-1898    | Борщов Михаил Михайлович               | Войсковой старшина                            |